# 이영철 (학예사)
이영철(李榮喆, 1957년~)은 대한민국의 학예사이자 미술비평가·기관장·도시공공디자인 전문가이다.

## 소개
1986년, 고려대학교에서 사회학과, 1989년 서울대학교 미학과 석사("미술사학자 한스 제들마이어(Hans Sedlmayr) 연구: 미술 작품의 해석과 역사 기술에 대하여"), 1995년 - 1996년 미국 일리노이 주립대학교(어바나 샴페인) 박사과정 중 제2회 광주 비엔날레 전시기획실장직 제안을 수락하고 귀국한다. 1986년 - 1988년, 중앙일보 계간미술 기자로 활동하였다. 1987년, 현대미학 및 미술비평 주요 에세이를 모은 『현대미술 비평 30선』 기획, 편저했다. 이후 미술비평가로 활동하며 1989년 - 1993년, 미술비평연구회(1993년 해체)의 회원이었으며, 고려대학교 등에서 강의를 했다. 1993년, '세계화' 분위기에서 《태평양을 건너서 (Queens Museum, New York)》 전시를 제인 파버(Jane Farver)와 공동 기획하였다. 1997년, 제2회 광주 비엔날레 전시기획실장 및 광주시립미술관 초대 학예실장을 지냈고, 1998년 계원예술대학교 조교수로 부임하였다. 같은 해 《도시와 영상: 의식주(서울시립미술관)》 전시를 기획하였고, 1999년 《제1회 공장미술제》 총큐레이터, 2000년 《2000 부산국제아트페스티발 - 국제현대미술전》(부산비엔날레 전신) 예술감독(공동 큐레이터), 2005년 《제1회 안양공공예술프로젝트》의 창설 및 예술총감독을 수행하였다. 2008년 - 2010년, 백남준아트센터 초대 관장으로, 미디어・미술・무용을 통합한 개관 페스티벌 《Now Jump》 총감독을 맡았다. 2011년 - 2014년, 아시아문화전당 개관을 준비하는 문화체육관광부 특수법인 "아시아문화개발원"의 초대 상임 원장에서 정상 개관 및 현장에 집중하기 위해 문화전당 예술총감독-문화창조원 전시예술감독으로 직무를 이관했으나, 박근혜 정부 말기에 강제 해직 당했다. 계원예술대학교 복귀 후, 2015년 소송을 제기하며 2019년 대법원 승소 판결을 받았다. 2022년 계원예술대학교에서 정년 퇴직 하였다.

## 주요 전시 기획

### 제2회광주 비엔날레
미술 전시에 문화연구의 테제와 탈구조주의, 탈식민주의, 해체론을 응용하였고 1997년 제2회 광주 비엔날레 "지구의 여백(Unmapping the Earth)"이란 기치 하에 속도, 공간, 혼성, 권력, 생성이라는 5개 주제를 동양의 음양오행과 결합하였다. 세계적인 전시 기획자인 스위스의 하랄드 제만(Harald Szeemann) 외에 박경, 베르나르 마카데, 리차드 코살렉, 성완경을 초청하여 함께 일했고 당시 14시간 마라톤 회의의 기록을 남기기도 했다. 비엔날레 도록에 슬라보예 지젝, 폴 비릴리오, 로렌스 그로스버그, 칸 클리니, 존 라이크먼 등 영향력 있는 철학자, 미학자로부터 글을 기고하게 하였으며, 국내 처음으로 탈식민주의 문화를 주제로 가야트리 스피박, 마틴 제이, 첸쾅신, 나오키 사카이, 래리 그로스벅, 강내희, 최정무, 한상진, 한혜정, 심광현 등을 초청하여 토론 세미나를 개최하였다. 광주 비엔날레가 2회에 세계 미술계에 실질적으로 크게 알려지는데 기여하였고 록펠러 재단이 지원하는 세계 기획자 심포지움, 시카고 미술대학 기획의 세미나에서 린 쿡, 오쿠이 엔위저 등과 함께 대학원 강연을 하기도 했다.

### 제1회안양공공예술프로젝트(APAP)
안양시(신중대 시장)의 도시 지역 개발 프로그램의 일환이었던 2005년 안양공공예술프로젝트(APAP)의 창립에 뜻을 세워 제1회 예술총감독직을 수행하였다. 일본 니가타현의 에치고 츠마리 프로젝트의 창립자인 Kitagawa Fram, 암스테르담의 Lloyd Hotel & Cultural Embassy의 창립 기획자인 Susanne Oxennar의 도움을 받아 안양공공예술프로젝트(APAP)을 만들어냈고 Alvaro Siza, MVRDV, 비토 아콘치, Kengo Kuma, Andrea Branzi, 안상수, Sami Rintala, Anri Sala, Clip, Tokyo Picnic, Honore d'o, Jeppe Hein, 등의 작품을 포함해 상설 구조물 54점을 남겼고 이후 안양예술공원 탄생에 이바지하였다.

## 전시 기획
- 2010년 <트릭스터가 세상을 만든다> (공동큐레이터 이수영, 이채영, 이유진, 클라우디아 페스타나, 토비아스 버거)(백남준아트센터)[3]
- 2010년 <랜덤 액세스> (공동 큐레이터-이유진)(백남준아트센터)[4]
- 2009년 <신화의 전시 - 전자 테크놀로지> (공동 큐레이터 이소혜, 이유진)(백남준아트센터)[5]
- 2008년 <NOW JUMP> 페스티벌 총감독(백남준아트센터)[6]
- 2006년 <탈속의 코미디-박이소 유작전(예술가의 창작과 삶의 '정직성'에 대하여)>, (로댕갤러리)[7]
- 2006년 <천년의 숨결-전라남도 강진(마을의 역사 정체성·개발·그리고 미래)> (파리 유네스코 본부)
- 2005년 <제1회 안양공공예술프로젝트(APAP) "역동적 균형(도시 개발과 예술 : 미술건축·디자인·조경의 총체적인 결합)"> (안양유원지)[8]
- 2005년 <새로운 경관(New Scape) : 도시·건축·미술의 관계에 대한 접근> (토탈미술관)
- 2004년 <당신은 나의 태양(Your are my Sunshine) : 1960년 이후 45년 한국미술(1980년대 민중미술과 60-70년대 전위미술의 만남전> (토탈미술관)
- 2004년 <후렴구(Refrain) : Balkan·Okinawa·Korea> (토탈미술관)
- 2004년 <멋진 신세계(Wonderful Travel Agency)> (터키 이스탄불 보루산 갤러리(Borusan Gallery))
- 2004년 <천국보다 낯선(Stranger than Paradise)> (토탈미술관)
- 2004년 <달에 간 文氏(Mr. Moon on the moon)> (토탈미술관)
- 2004년 <시간의 결정(結晶, Temporarization of Time)> (덕원미술관)
- 2004년 <어디 계세요 : Where are you?(시각장애인을 위한 전시)> (아르코 미술관)
- 2003년 <알비솔라 세라믹 현대미술 비엔날레> 공동큐레이터 (알비솔라)
- 2003년 <스스로(Do-It-Yourself) : 미술·디자인·건축적 아이디어들> (토탈미술관)[9]
- 2000년 <제1회 부산비엔날레 : 고도를 떠나며(Leaving the Island)> (부산)
- 1999년 <제1회 공장미술제> (경기도 이천 폐공장)
- 1998년 <도시와 영상 : 의식주> (서울시립미술관)[10]
- 1997년 <제2회 광주 비엔날레 : 지구의 여백(Unmapping the Earth)> (광주)
- 1993년 <태평양을 건너서 : 한국의 민중미술과 모더니즘 신 경향의 만남전> 공동큐레이터 (퀸즈미술관(뉴욕))
- 1991년 <혼돈의 숲에서> (공동 큐레이터 이영욱, 박신의) (자하문미술관)
- 1991년 <동향과 전망(2)> (공동 큐레이터 심광연, 이영욱, 박신의 등) (서울미술관)

## 경력
- 2017년 영국 옥스퍼드 대학교 존 러스킨 미술대학 연구교수
- 2013년 - 2015년 아시아문화전당 전시예술감독
- 2011년-2013년 문화체육관광부 특수법인 아시아문화개발원 원장(대표이사)[11]
- 2008년-2011년 백남준아트센터 초대 관장[12]
- 2005년-2006년 제3회 Echigo Tsumari Triennale 국제자문위원
- 2004년-2005년 제1회 안양공공예술프로젝트(APAP) 예술감독
- 2003년-2005년 토탈미술관 전시기획감독
- 2002년-2003년 이탈리아 알비솔라 현대미술 세라믹 비엔날레 국제큐레이터
- 1999년-2000년 부산비엔날레 예술감독
- 1998년 독일 칼스루에 미디어아트 센터(ZKM) "국제비디오상" 본선 심사위원
- 1996년-1997년 제2회 광주 비엔날레 예술감독(전시기획실장)
- 1994년-1995년 뉴욕 비영리 갤러리 "단(Dahn)" 설립 준비
- 1989년-1994년 고려대학교·서강대학교·경희대학교 등 강의
- 1989년-1993년 미술비평연구회원
- 1986년-1988년 중앙일보 출판국 계간미술 기자

## 저술

### 국외 앤솔로지
- 2007년 Cautionary Tales: Critical Curating(Jean-Hubert Martin, Sara Arrhenius, David Carrier, Boris Groys and Lee Young Chul)
- 2006년 On Cultural Influences: International Art Scene : three conferences at Poland, Brazil, Hawaii(Bartolomeu Mari, Salah Hassan, Marta Kuzma, Stephen Wright and Lee Young Chul)

### 평론집
- 1996년 상황과 인식 1983-1996(평론모음), 시각과 언어

### 주요 비평문
- 1993년 <주변부 문화와 한국 현대미술의 아이덴티티>, 상황과 인식
- 1993년 <신세대 미술문화 어떻게 볼것인가>, 월간미술
- 1991년 <다원주의는 우리 미술의 진정한 대안인가>, 월간미술
- 1991년 <후기산업사회, 포스트모더니즘, 행동주의 미술>, 상황과 인식
- 1991년 <회화의 본질을 파고드는 명쾌한 시각 - 최진욱 작가론>, 상황과 인식
- 1990년 <포스트모더니즘 미술과 수용의 문제>, 상황과 인식
- 1989년 <오늘의 농촌을 보는 진실함 - 이종구 작가론>, 상황과 인식
- 1989년 <한국사회와 80년대 미술운동 - 비평론을 중심으로>, 상황과 인식
- 1989년 <80년대 미술에 있어서 모더니즘과 리얼리즘 사이>, 가나아트
- 1989년 <탈모던의 빗나간 대안 - 후기미술작가협회 창립에 대해>, 월간미술

### 편저
- 2010년 백남준의 귀환 - 동키호테(이영철)와 산초 판사(김남수)의 공저, 백남준아트센터
- 2010년 백남준 - 말에서 크리스토까지(김남수 공동), 백남준아트센터
- 2010년 백남준의 선물 2 - 고르다아스 매듭 다시 묶기(국제세미나 자료집) 기획(김남수 공동), 백남준아트센터
- 2009년 백남준의 선물 1 - 관점이동과 시간성(국제세미나 자료집) 기획(공동 김남수, 문지윤, 클라우디아 페스타냐), 백남준아트센터
- 1998년 현대미술의 지형도(논문집), 시각과 언어
- 1997년 21세기 문화미리 보기(논문집), 시각과 언어
- 1996년 현대미술과 모더니즘론(논문집), 시각과 언어
- 1987년 현대미술비평 30선, 중앙일보사

### 번역
- 1990년 수잔 우드포드, 예경
- 1989년 현대미술의 역사(H.H 에너슨), IAD출판사
- 1988년 여성·미술·이데올로기(그리셀다 폴록), 시각과 언어
- 1986년 이미지로 본 미술사(우메타 가츠오), 시각과언어

## 수상
- 2009년 대한민국 경기도 경기도지사상(백남준아트센터 건립 및 개막 행사 성공 개최
- 2007년 계원학원 공로상(지역 사회 발전 기여)
- 2006년 월간미술 월간미술상(전시기획 부문)
- 2005년 대한민국 한국문화예술위원회(문예위) "올해의 예술상"(전시기획 부문)[13]
- 2004년 아트인컬처 "큐레이터가 뽑은 최고의 큐레이터"
- 2001년 바르셀로나 국제 큐레이터협회(ICA) "그 해의 최고의 큐레이터"
- 2000년 대한민국 부산시장장 부산비엔날레 공로
- 1998년 대한민국 문화훈장(문화포장) 광주 비엔날레 공로